# York (lớp tàu tuần dương)
Lớp tàu tuần dương York là lớp thứ hai và cũng là lớp tàu tuần dương hạng nặng cuối cùng trang bị pháo 203 mm (8 inch) của Hải quân Hoàng gia Anh Quốc, được chế tạo theo những điều khoản giới hạn của Hiệp ước Hải quân Washington năm 1922. Về thực chất chúng là một phiên bản cải tiến của lớp tàu tuần dương County dẫn trước, được thu gọn trong một nỗ lực trích ra được nhiều tàu nhỏ hơn trong hạn ngạch của hiệp ước. Chúng có thể mô tả như những "tàu tuần dương hiệp ước", do thuật ngữ "tàu tuần dương hạng nặng" chưa được đặt ra cho đến Hội nghị Hải quân London năm 1930. Hai chiếc thuộc lớp tàu này đã được hoàn tất: HMS York và HMS Exeter, cho dù ba chiếc khác đã được vạch kế hoạch, trước khi kiểu tàu tuần dương trang bị pháo 203 mm (8 inch) không còn được Hải quân Hoàng gia ưa chuộng.

## Thiết kế
Hải quân Hoàng gia có nhu cầu về những tàu tuần dương nhỏ hơn so với lớp County, thiết kế lớn nhất trong phạm vi giới hạn của Hiệp ước Washington, để có thể chế tạo được nhiều tàu chiến hơn trong hoàn cảnh ngân sách quốc phòng giới hạn của nước Anh đang chịu suy thoái. Cách duy nhất để tiết kiệm là phải giảm bớt hỏa lực, vỏ giáp hoặc tốc độ. Do việc giảm bớt hai yếu tố sau là không thể chấp nhận được, người ta chọn giảm bớt hỏa lực, nên lớp York bị loại bỏ tháp pháo 'X' chỉ còn sáu khẩu pháo 203 mm (8 inch), được cho là con số tối thiểu cần thiết để đánh giá chính xác điểm rơi của loạt đạn pháo. Việc tiết kiệm về kích cỡ cho phép rút ngắn chiều dài con tàu 15 m (50 ft) và 2,7 m (9 ft) mạn thuyền so với County, mặc dù hệ thống động lực không thay đổi để duy trì được tốc độ tối đa. Những chiếc York đã tiết kiệm được 1.750 tấn trọng lượng, nhưng sự giảm bớt về chi phí 250.000 Bảng Anh và 50 thành viên thủy thủ đoàn là chưa thỏa đáng.
So với lớp County, sự bảo vệ được cải thiện đáng kể, với đai giáp dày 76 mm (3 inch) và sâu 2,4 m (8 ft) cùng một lớp sàn tàu bên dưới bọc thép nối liền mép phía trên đai giáp. Để rút ngắn chiều dài của đai giáp, hầm đạn giữa tàu của lớp County được loại bỏ nhờ giảm bớt dàn hỏa lực. Các hầm đạn được bảo vệ bằng những "hộp thành trì" phía trước và phía sau được mở rộng bên ngoài đai giáp. Do hầm đạn giữa tàu được tháo dỡ, các khẩu pháo hạng hai 102 m (4 inch) được di chuyển ra phía trước để gần với nguồn tiếp đạn pháo và thuốc phóng từ hầm đạn phía trước. Người ta tin rằng vỏ giáp được tăng cường này đã cứu chiếc Exeter trong trận River Plate.
Vũ khí mà chúng trang bị tương tự như của lớp County, ngoại trừ việc loại bỏ tháp pháo 'X'; và do không có đủ khoảng trống xoay trên một mạn thuyền hẹp hơn, chúng chỉ trang bị ống phóng ngư lôi ba nòng. Thiết kế nguyên thủy cũng không dự định mang theo loại pháo phòng không QF 2 pounder "pom-pom" nhiều nòng vừa mới phát triển, khiến cho hỏa lực phòng không yếu kém chỉ với hai khẩu đội súng máy Vickers 0,5 inch bốn nòng. Đến năm 1935, chúng được thay thế bằng các khẩu đội 2 pounder nòng đơn.
Do những thay đổi về hầm đạn, và để giữ các ống khói cách xa cầu tàu, chỉ có hai ống khói được sử dụng; các lỗ thoát hơi của phòng động cơ phía trước được sáp nhập vào một ống khói lớn phía trước. Nó được đặt nghiêng trên chiếc York để giữ cho khói thoát ra cách xa cầu tàu, nhưng có dạng thẳng trên chiếc Exeter do thay đổi cấu trúc cầu tàu và ống khói sáp nhập rộng hơn. Để giữ sự đồng nhất về kiểu dáng, York có các cột ăn-ten nghiêng trong khi của Exeter lại là thẳng đứng. York có cầu tàu kiểu "bệ" cao từng thấy trên lớp County, vốn cách xa tháp pháo 'B'. Đó là do nó được dự định trang bị một máy phóng và thủy phi cơ bên trên nóc tháp pháo, vốn cần có khoảng trống và đòi hỏi một cầu tàu cao để có tầm nhìn ra phía trước. Tuy nhiên, nóc tháp pháo tỏ ra không đủ chắc chắn để mang máy phóng nên nó chưa từng được trang bị. Exeter được đặt hàng hai năm sau đó, và cầu tàu được tái thiết kế theo hướng đó, thấp hơn, dịch ra phía trước và hoàn toàn kín, giống như sau đó được thấy trên các lớp tàu tuần dương hạng nhẹ Leander và Arethusa.
York cuối cùng cũng được trang bị máy phóng trên bệ xoay đặt giữa tàu phía sau các ống khói, và Exeter có một cặp cố định ở cùng vị trí, phóng ra phía trước và chệch một góc so với trục dọc. Một cần cẩu để thu hồi thủy phi cơ bố trí bên mạn phải, và chúng có thể mang một máy bay, ban đầu là một chiếc Fairey Seafox, và sau đó trên Exeter là kiểu Supermarine Walrus.

## Những chiếc trong lớp
| Tàu         | Đặt lườn            | Hạ thủy             | Hoạt động           | Số phận                                                                                        |
| York (90)   | 16 tháng 5 năm 1927 | 17 tháng 2 năm 1928 | 6 tháng 5 năm 1930  | Bị xuồng máy Italy phá hỏng trong vịnh Suda, 6 tháng 3 năm 1941; bị bỏ lại 22 tháng 5 năm 1941 |
| Exeter (68) | 1 tháng 8 năm 1928  | 13 tháng 7 năm 1929 | 31 tháng 7 năm 1931 | Bị tàu tuần dương Nhật Bản đánh chìm trong biển Java, 28 tháng 2 năm 1942                      |